# Sadschawka
Sadschawka (ukrainisch und russisch Саджавка, polnisch Sadzawka) ist ein Dorf im Zentrum der ukrainischen Oblast Iwano-Frankiwsk mit etwa 3400 Einwohnern (2022).

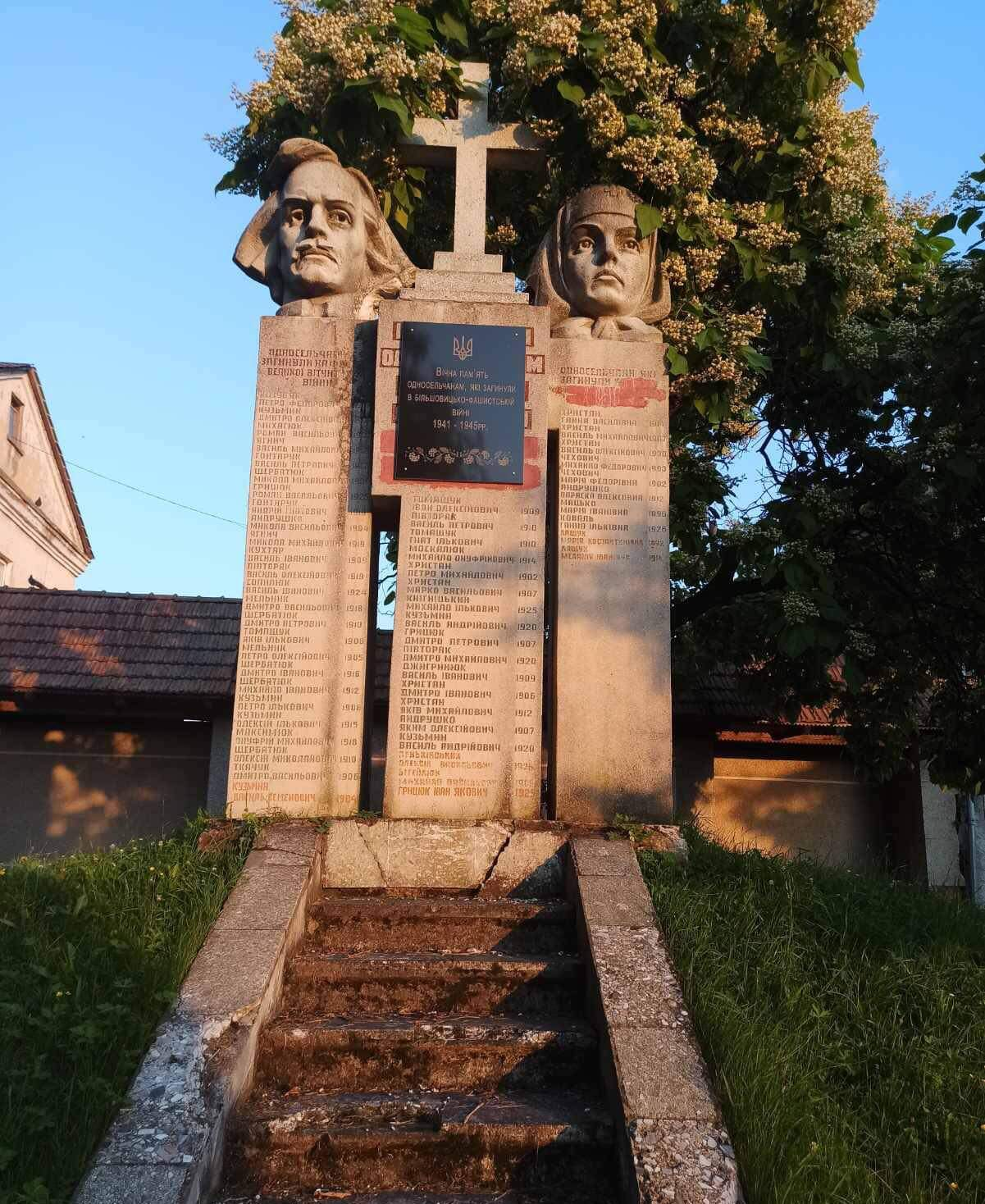
Denkmal im Ort

Das 1492 erstmals schriftlich erwähnte Dorf im Osten der historischen Landschaft Galizien war das administrative Zentrum der gleichnamigen Landratsgemeinde im Osten des Rajon Nadwirna, zu der noch das Dorf Kubajiwka (Кубаївка, ⊙) mit etwa 50 Einwohnern gehörte, am 6. September 2018 wurde das Dorf ein Teil der neugegründeten Stadtgemeinde Kolomyja (Коломийська міська громада/Kolomyjska miska hromada).
Seit dem 17. Juli 2020 ist sie ein Teil des Rajons Kolomyja.
Sadschawka liegt am Ufer des Pruth sowie an der Territorialstraße T–09–05 25 km südöstlich vom Rajonzentrum Nadwirna und 50 km südlich vom Oblastzentrum Iwano-Frankiwsk.
Das Dorf grenzt im Westen an die Siedlung städtischen Typs Lantschyn und besitzt eine Bahnstation an der Bahnstrecke Deljatyn–Stepaniwka.